# توني مارتنسون
توني مارتنسون (بالسويدية: Tony Mårtensson)‏ هو لاعب هوكي الجليد سويدي، ولد في 23 يونيو 1980 في كليكس ‏ في السويد.

## وصلات خارجية
- توني مارتنسون على موقع دوري الهوكي الوطني (الإنجليزية)
- توني مارتنسون على موقع دوري الهوكي للقارات (الإنجليزية)
- توني مارتنسون على موقع EliteProspects.com (الإنجليزية)
- توني مارتنسون على موقع Eurohockey.com (الإنجليزية)
- توني مارتنسون على موقع HockeyDB.com (الإنجليزية)
- توني مارتنسون على موقع Hockey-Reference.com (الإنجليزية)